# Neoorthocaulis
Neoorthocaulis là một chi rêu trong họ Anastrophyllaceae.